# Daniel Tyler
Daniel Tyler (Brooklyn, 7 gennaio 1799 – New York, 30 novembre 1882) è stato un generale statunitense.

## Biografia
Daniel Tyler nasce a Brooklyn nel Connecticut da un combattente per la Rivoluzione Americana. Dopo il diploma all'accademia militare conseguito nel 1819 viene mandato di stanza nel Connecticut fino al 1824. Nel 1840 viene nominato Presidente della Norwich and Worcester Railroad e nel 1845 della Macon and Western Railroad. Tyler si sposa nel 1834 con Emily Lee ed insieme hanno quattro figli: Mary nata nel 1841, Edmund nato nel 1838, Augustus Cleveland Tyler (1851- 1908) e Gertrude Elizabeth Tyler (1836 - 1896) che diventerà la madre di Edith Roosevelt. Allo scoppio della Guerra di Secessione Americana viene nominato colonnello e messo a capo del Primo battaglione di volontari del Connecticut e prende parte alla Prima battaglia di Bull Run combattuta fra il 18 ed il 21 luglio del 1861. Nel marzo del 1862 viene promosso brigadier generale e con i suoi uomini viene trasferito nel Mississippi dove partecipa all'assedio della città di Corynth. L'anno successivo è mandato ad Harper's Ferry per proteggere il presidio della città. Circa un anno prima della fine della guerra, poco dopo la morte della moglie, il 6 aprile 1864 rassegna le proprie dimissioni dall'esercito e si ritira a vita privata. Passati alcuni anni in Europa si trasferisce in Alabama nella città di Anniston dove fonda un'acciaieria nel 1872.
Dieci anni dopo muore e viene sepolto al cimitero locale.